# Orthoscuticella urnula
Orthoscuticella urnula är en mossdjursart som först beskrevs av William MacGillivray 1887.  Orthoscuticella urnula ingår i släktet Orthoscuticella och familjen Catenicellidae. Inga underarter finns listade i Catalogue of Life.